# Sound Loaded
Albums de Ricky Martin
Ricky Martin
(1999) La historia
(2001)
Singles
1. She Bangs
Sortie : 10 octobre 2000
2. Nobody Wants to Be Lonely
Sortie : 16 janvier 2001
3. Loaded
Sortie : 17 avril 2001
4. Cambia la piel
Sortie : 15 octobre 2001

Sound Loaded est le sixième album studio du chanteur portoricain Ricky Martin, sorti en 2000.

## Liste des pistes
| No  | Titre                       | Auteur                                                                      | Producteur(s)                     | Durée |
| --- | --------------------------- | --------------------------------------------------------------------------- | --------------------------------- | ----- |
| 1.  | She Bangs                   | - Desmond Child - Walter Afanasieff - Robi Draco Rosa                       | - Afanasieff - Rosa               | 4:42  |
| 2.  | Saint Tropez                | - Child - Rosa                                                              | Child                             | 4:48  |
| 3.  | Come to Me                  | - Rosa - David Resnik - James Goodwin                                       | - Emilio Estefan - George Noriega | 4:34  |
| 4.  | Loaded                      | - Rosa - Jon Secada - Noriega                                               | - Estefan - Rosa - Noriega        | 3:53  |
| 5.  | Nobody Wants to Be Lonely   | - Child - Victoria Shaw - Gary Burr                                         | Child                             | 5:04  |
| 6.  | Amor                        | - Rosa - Randall Barlow - Liza Quintana                                     | - Estefan - Rosa - Barlow         | 3:27  |
| 7.  | Jezabel                     | - Child - Peter Amato                                                       | Child                             | 3:49  |
| 8.  | The Touch                   | - Child - Diane Warren                                                      | Child                             | 4:27  |
| 9.  | One Night Man               | - Secada - Steve Morales - David Siegel - Manny López - Kara DioGuardi      | - Estefan - Morales               | 3:49  |
| 10. | She Bangs (Spanish version) | - Child - Afanasieff - Rosa - Glenn Monroig - Julia Sierra - Daniel López   | - Afanasieff - Rosa               | 4:36  |
| 11. | Are You in It for Love      | - Child - Paul Barry                                                        | Mark Taylor                       | 4:06  |
| 12. | Ven a mí (Come to Me)       | - Rosa - Resnik - Goodwin - D. López                                        | - Estefan - Noriega               | 4:33  |
| 13. | If You Ever Saw Her         | - Mark Taylor - Barry                                                       | Taylor                            | 3:53  |
| 14. | Dame más (Loaded)           | - Rosa - Secada - Noriega - Robert Blades - Ricardo Gaitán - Alberto Gaitán | - Estefan - Rosa - Noriega        | 3:53  |
| 15. | Cambia la piel              | Pau Donés                                                                   | K.C. Porter                       | 5:13  |